# Jens Christian Svabo
Jens Christian Svabo (Miðvágur, 1746 - Tórshavn, 1824) fue un lingüista, erudito y etnógrafo de las Islas Feroe.
Svabo nació en Miðvágur, Vágar, en las Islas Feroe hijo de un ministro religioso. Svabo estudió historia, música y teología en Miðvágur y posteriormente en Tórshavn. Entre 1765 y 1800, vivió en Dinamarca donde estudió música, especialmente el violín. En 1800, regresó a Tórshavn y vivió en una casa conocida como Pætursarstovu: fue en el ático de esta casa que en 1928 se encontró un libro de canciones escrito por Svabo. Este manuscrito forma parte de la colección de Føroya Landsbókasavn (Biblioteca Nacional de Islas Feroe).
El trabajo de Svabo como compositor es de mérito y de hecho, sus canciones todavía se siguen tocando y son grabadas por grupos musicales interesados en la música celta y de la Isla Feroe. Sin embargo, es el trabajo de Svabo con el lenguaje de la Isla Feore y su tradición de relatos folclóricos orales lo que le ha traído mucha atención. Los viajes de Svabo alrededor de Vágar y luego las zonas alrededor de Tórshavn fueron únicos en su momento y sus esfuerzos por escribir leyendas orales y cuentos fue el primer impulso real para el estudio serio de la historia oral de las Islas Feroe. Escribió un diccionario (publicado nuevamente en la década de 1960: Dictionarium færoense. København: Munksgaard) y trabajó para estandarizar el lenguaje escrito de la Isla Feroe en términos de ortografía y gramática para que coincidiera con el idioma tradicional. Sus esfuerzos por examinar distintos dialectos de las Islas Feroe (especialmente el de su país natal Vágar) fueron los primeros esfuerzos en esta área de la lingüística regional de las Islas Feroe.
El Føroya Landsbókasavn tiene un número de elementos y objetos relacionados con la diversa carrera de Svabo.